# Bladon

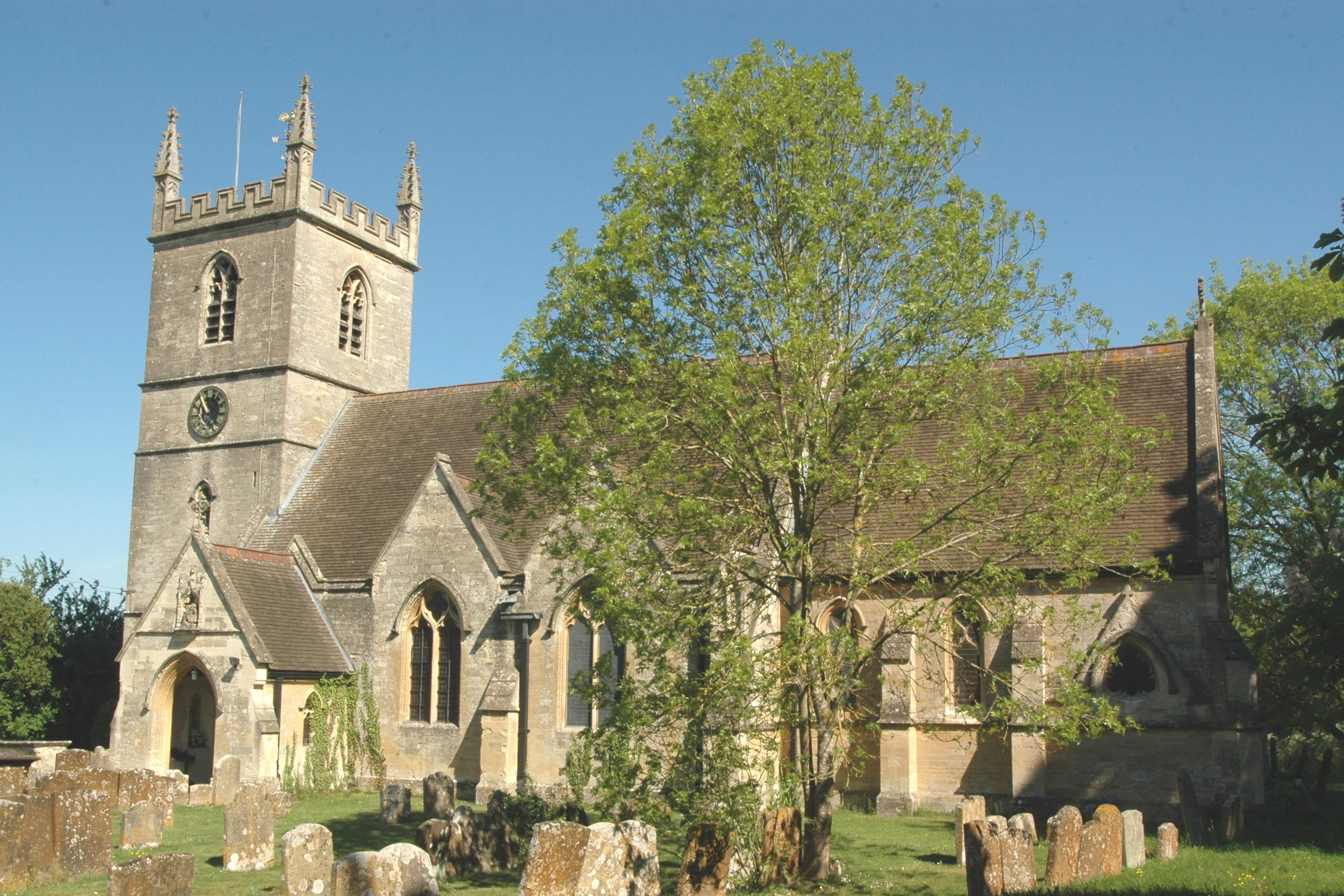
Kostel sv. Martina v Bladonu

Bladon je vesnice v Anglii, v hrabství Oxfordshire. Leží na soutoku řek Glyme a Evenlode, asi 7,5 km od města Kidllington. V Bladonu se nachází kostel sv. Martina (St Martin's Church). Je známý díky hrobu Winstona Churchilla, který leží na přilehlém hřbitově.